# Diachora fennica
Diachora fennica är en svampart som först beskrevs av Lind, och fick sitt nu gällande namn av E. Müll. 1986. Diachora fennica ingår i släktet Diachora och familjen Phyllachoraceae.   Inga underarter finns listade i Catalogue of Life.